# Velennes (Somma)
Velennes – miejscowość i gmina we Francji, w regionie Hauts-de-France, w departamencie Somma.
Według danych na rok 1990 gminę zamieszkiwało 116 osób, a gęstość zaludnienia wynosiła 29 osób/km² (wśród 2293 gmin Pikardii Velennes plasuje się na 881. miejscu pod względem liczby ludności, natomiast pod względem powierzchni na miejscu 968.).